# Majdan Nowy
Majdan Nowy – wieś w Polsce położona w województwie lubelskim, w powiecie biłgorajskim, w gminie Księżpol. Leży przy drogach wojewódzkich nr 835 i nr 853.
W latach 1954–1972 wieś należała i była siedzibą władz gromady Majdan Nowy. W latach 1975–1998 miejscowość należała administracyjnie do województwa zamojskiego.
Wieś jest sołectwem w gminie Księżpol. Według Narodowego Spisu Powszechnego z roku 2011 wieś liczyła 734 mieszkańców i była trzecią co do liczby ludności miejscowością gminy.

## Części wsi
| SIMC    | Nazwa     | Rodzaj    |
| ------- | --------- | --------- |
| 0892330 | Chałupki  | część wsi |
| 0892346 | Klucz     | część wsi |
| 0892352 | Maziarnia | część wsi |

## Historia
Pierwsza wzmianka o Majdanie Księżpolskim (obecnie Majdan Nowy i Majdan Stary) pochodzi z 1696 roku, kiedy odnotowano we wsi cerkiew; funkcjonował tu też młyn wodny. Mieszkańcy wsi trudnili się wyrobem gontów, każdy gonciarz oddawał w ciągu roku 100 kop gontów daniny do dworu. Znajdował się tu drewniany dwór, budynek kuchni, sadzawka, browar, piwnice do przechowywania win i ordynacka cegielnia. Wieś należała do parafii rzymskokatolickiej w Puszczy Solskiej, natomiast liczni mieszkańcy prawosławni mieli swoją cerkiew. W 1870 roku wybudowano w części wsi zwanej Majdan Nowy murowaną ordynacką rządcówkę na miejscu dawnego drewnianego dworu. W 1921 roku w obu Majdanach na 1261 mieszkańców było 237 Ukraińców i 9 Żydów.
29 grudnia 1942 roku, po przeprowadzeniu obławy na ukrywających się w okolicy Żydów, Niemcy zamordowali siedmioro pomagających im polskich mieszkańców Majdanu Nowego: Jana Gnidułę, Katarzynę Kowal, Józefa Kowala, Mariannę Łubiarz, Anastazję Łubiarz, Kazimierza Szabata, Katarzynę Margol. 29 września 2022 we wsi z inicjatywy Instytutu Pileckiego uroczyście odsłonięto w ramach projektu Zawołani po imieniu upamiętniającą ich tablicę.
24 czerwca 1943 roku, w czasie niemieckiej akcji wysiedleńczej na Zamojszczyźnie, wieś została spacyfikowana przez oddziały SS wspierane przez ukraińskich kolaborantów. Zamordowano wtedy od 28 do 36 mieszkańców oraz spalono 58 gospodarstw. Tydzień później ocalała ludność została wysiedlona.

## Zabytki
Rządcówka Ordynacji Zamojskiej
W Majdanie Nowym znajduje się dworek z 1870 wybudowany jako tzw. „rządcówka”. Murowany obiekt (powstały w miejscu modrzewiowego dworku) jest pozostałością po administracji klucza księżpolskiego Ordynacji Zamojskiej. Budynek mieści się pod adresem Majdan Nowy 13 i jest wpisany na listę zabytków pod numerem A-471.

## Szlaki turystyczne
Szlak Tadeusza Kościuszki